# NAGLU
NAGLU‏ (Alpha-N-acetylglucosaminidase) هوَ بروتين يُشَفر بواسطة جين NAGLU في الإنسان.